# تياسا اندريه بروسنك
السيدة تياسا اندريه بروسنك (5 كانون الثاني/يناير 1943 -) من سلوفينيا - نائبة رئيس المجلس الدولي للتحكيم الرياضي ICAS - بطل يوغسلافيا السابق في التزلج على الجليد. أكملت تعليمها بالكامل في ليوبليانا. في 1949-1953 التحقت بمدرسة ليديناالابتدائية، 1953-1961 المدرسة النحوية. وأعقب ذلك دراسات في كلية الحقوق في ليوبليانا (1961-1965) والتدريب الداخلي في المحكمة في ليوبليانا وفي شركة ليوبليانا القانونية بوك ودولنك وشليح (1965-1968). اجتازت اختبار المحامين في عام 1968 وافتتحت مكتب محاماة مستقل في نفس العام.

## سيرتها المهنية والرياضية
لعبت الرياضة كمتزلجة على الجليد ومتزلجة. كانت البطلة الوطنية فرديًا وفي الزوجي أيضا 1955-1962، ثم نالت المركز الخامس في بطولة العالم لعام 1960 في الزوجي مع بيتر بيرشين وميدالية برونزية في جامعة 1962 في فيلارز. في 1974-1985 كانت الأمين العام لـ SKKSJ (اتحاد التزلج والتزلج على الجليد في يوغوسلافيا)، ثم رئيسها (1985-1991). بصفتها قاضية دولية من الاتحاد الدولي للتزلج (ISU) من أعلى درجة، شاركت في العديد من البطولات الأوروبية والعالمية والألعاب الأولمبية في سراييفو (1984)، كالغاري (1988)، ألبرتفيل (1992) وناغانو (1998). بعد استقلال سلوفينيا، في 1991-2006 كانت رئيسة جمعية التزلج في سلوفينيا. في الوقت نفسه، منذ عام 1991 كانت عضوًا في اللجنة التنفيذية للجنة الأولمبية في سلوفينيا، ومنذ عام 1994 كانت أيضًا عضوًا في ICAS (المجلس الدولي للتحكيم الرياضي، لوزان). منذ عام 1998 أصبحت عضوًا في رئاسة ISU و IBU (الاتحاد الدولي للبياتلون - اللجنة القانونية). كانت المندوبة الفنية لوحدة دعم التنفيذ لـ دورة الألعاب الأولمبية في تورينو لعام 2006، ومن المتوقع أن تفعل ذلك في عام 2014 في أولمبياد سوتشي. رئيسا أو. شارك عضو اللجان المنظمة لوحدة دعم التنفيذ في البطولات الأوروبية والعالمية في: ISU EFCS Ljubljana 1967؛ ISU WFSC Ljubljana 1970 ؛ ISU EFCS زغرب 1974، 1979 ؛ ISU EFCS Sarajevo 1987 ؛ ISU World Junior FSC Sarajevo 1982، 1985، 1988، ليوبليانا 2006 ؛ ISU World Junior SSC Sarajevo 1983 ؛ دورة الألعاب الأولمبية في سراييفو 1984 (عضو اللجنة المنظمة المسؤولة عن فعاليات التزلج)؛ سيدات التزلج ISU World C سراييفو 1985؛ ISU European SSC Sarajevo 1991؛ بطولة العالم للشباب ISU ليوبليانا 2006

## ماذا كتب عنها في الموقع الرسمي الإلكتروني لمحكمة التحكيم الرياضية CAS
السيدة تياسا اندريه بروسنك 
 نائبة الرئيس ICAS 
 سلوفينيا 
ماجستير بالقوانين؛ محامي في القانون؛ بطل يوغسلافيا السابق في التزلج على الجليد والتزلج على الجليد، الفردي والأزواج؛ عضو مجلس الاتحاد الدولي للتزلج (1998-2016)؛ عضو فخري في مجلس وحدة دعم التنفيذ (2016-)؛ عضو المجلس التنفيذي للجنة الأولمبية الوطنية السلوفينية (1992-)؛ رئيس الاتحاد السلوفيني للتزلج (1991-2010)؛ نائب رئيس الاتحاد السلوفيني للتزلج (2010-)؛ رئيس لجنة الاستئناف في وحدة دعم التنفيذ (1986-1998)؛ المشاركة في 7 ألعاب أولمبية شتوية في مختلف أدوار وحدة دعم التنفيذ (القاضي والحكم والمندوب الفني) وكذلك في دورة الألعاب الأولمبية الشتوية في بيونغ تشانغ 2018 كنائب لرئيس CAS ADD. (قسم مكافحة المنشطات في محكمة التحكيم الرياضية)
(3) ولدت في (1943)

## الجوائز التي نالتها
- - حصلت على جائزة Bloudek في عام 1991
- - اعترافا من المجلس الوطني لجمهورية سلوفينيا بالإنجازات البارزة في مجال التطوع (2009).

## هذه الصفحة
لا توجد لها اية صفحة بهذا الموقع رغم احتلالها منصبا مرموقا في المجلس الدولي للتحكيم الرياضي ICAS بمنصب نائب الرئيس لذلك هذه الصفحة الرابعة التي نعملها بهذا الموقع من شخصيات محكمة التحكيم الرياضية CAS من قبل وليد محمد الشبيبي - بغداد/ العراق - الاثنين 6 تموز/يوليو 2020